# Кійохара но Фукаябу
Кійохара но Фукаябу (清原 深養父) — японський поет періоду Хейан, дід Кійохара но Мотосуке та прадід Сей Шьонаґон.
Був чиновником 5-го рангу й обіймав невисокі посади при дворі. Побудував храм Фудараку-джі (補陀落寺), де усамітнився впродовж останніх років життя.
Сімнадцять його віршів увійшли до збірки Кокін вака-шю і ще один входить до Хякунін ішшю. Донині збереглася збірка поезій «Фукаябу-сю».